# Moral Hygiene
| Оценки критиков  | Оценки критиков |
| Источник         | Оценка          |
| ---------------- | --------------- |
| Blabbermouth.net | 8/10            |
| Classic Rock     | [ 4 ]           |
| Kerrang!         | 4/5             |

Moral Hygiene — пятнадцатый студийный альбом индастриал-метал группы Ministry, выпущенный 1 октября 2021 года. Находившийся в производстве около трёх лет, после выхода альбома AmeriKKKant (2018), этот альбом знаменует собой первое сотрудничество группы с басистом Полом Д’Амуром (который присоединился к Ministry в 2019 году) и первый альбом, включающий кавер-версию песни со времён Relapse (2012). В Moral Hygiene также приняли участие гитарист Билли Моррисон, бывший басист Megadeth Дэвид Эллефсон, бывший участник N.W.A Arabian Prince и бывший коллега фронтмена Ministry Эла Йоргенсена по группе Lard Джелло Биафра. Это также первый альбом со времён Rio Grande Blood (2006), в котором не участвует гитарист Син Квирин, который ушёл из группы в марте 2021 года после обвинений в сексуальных отношениях с несовершеннолетними в прошлом году.

## Отзывы критиков
Wall of Sound поставил альбому оценку 7/10, написав, что «музыка как всегда резкая и конфронтационная».

### Почести
| Публикация  | Почесть                                   | Позиция |
| ----------- | ----------------------------------------- | ------- |
| Consequence | Топ-30 альбомов в стиле метал и хард-рок  | 19      |
| Loudwire    | 45 лучших рок- и метал-альбомов 2021 года | 34      |

## Список композиций
Слова и музыка всех песен — Эла Йоргенсена, если не указано иное.
| №                   | Название                                   | Автор(ы)                  | Длительность |
| ------------------- | ------------------------------------------ | ------------------------- | ------------ |
| 1.                  | «Alert Level»                              |                           | 6:04         |
| 2.                  | «Good Trouble»                             |                           | 3:53         |
| 3.                  | «Sabotage Is Sex»                          |                           | 5:10         |
| 4.                  | «Disinformation»                           |                           | 4:46         |
| 5.                  | «Search and Destroy»                       | Игги Поп Джеймс Уильямсон | 4:28         |
| 6.                  | «Believe Me»                               |                           | 5:52         |
| 7.                  | «Broken System»                            |                           | 5:57         |
| 8.                  | «We Shall Resist»                          |                           | 4:30         |
| 9.                  | «Death Toll»                               |                           | 3:24         |
| 10.                 | «TV Song #6» (Right Around the Corner Mix) |                           | 3:06         |
| Общая длительность: | Общая длительность:                        | Общая длительность:       | 47:10        |

## Участники записи

### Ministry
- Эл Йоргенсен — вокал (все, кроме 3), гитары (1,2,3,8,9), бас-гитара (1,8,9), семплы, клавишные (2,3,5,7,8), гармоника (2), орган (4), акустическая гитара (6), конга (7), бэк-вокал, продюсирование
- Джон Бехдел[англ.] — клавишные (8)
- Сезар Сото — гитары (все, кроме 5), бас-гитара (3,7,10)
- Пол Д’Амур — бас-гитара (2)
- Рой Майорга — ударные (1)

### Дополнительный персонал
- Майкл Розон — программирование ударных (все, кроме 1), бэк-вокал, инженер
- Лиз Уолтон — семплы, бэк-вокал
- Arabian Prince — скретчинг (1)
- Джелло Биафра — вокал (3)
- Дэвид Эллефсон — бас-гитара (5, 6)
- Билли Моррисон[англ.] — гитары (4, 5, 6)

### Производство
- Дэйв Доннелли — мастеринг
- Билли Моррисон — передняя/задняя обложка
- Бан Гарсия — дизайн макета
- Лиз Уолтон — фото горящей машины
- Стив Дэвис — менеджмент
- Скотт Сокол/ Pinnacle — организация
- Селена Фрагасси — публицист

## Чарты
| Чарт (2021)                                   | Высшая позиция |
| --------------------------------------------- | -------------- |
| Австрия (Ö3 Austria)                          | 65             |
| Германия (Offizielle Top 100)                 | 33             |
| Шотландия (Scottish Albums Chart)             | 33             |
| Швейцария (Schweizer Hitparade)               | 64             |
| Великобритания (UK Independent Albums Chart)  | 10             |
| Великобритания (UK Rock & Metal Albums Chart) | 7              |